# TMC (Francia)
TMC è un canale televisivo francese, precedentemente anche monegasco, di intrattenimento generale.

## Storia
TMC (originariamente acronimo di Télé Monte-Carlo) è il più vecchio canale televisivo privato d'Europa, nato nel 1954 e inaugurato dal Principe Ranieri III di Monaco. La sua prima importante trasmissione fu legata alla famiglia reale della nazione, in questo caso il matrimonio del Principe Ranieri III con Grace Kelly. Nel 1974 comincia a diffondere i suoi programmi in italiano su di un secondo canale chiamato Telemontecarlo. Negli anni '80 come risultato di un accordo tra Ranieri III e il presidente francese François Mitterrand, è in grado di trasmettere fino a Montpellier, triplicando la sua copertura (3 milioni di potenziali spettatori).
Tra il 1988 ed il 1993 la sua programmazione viene ridotta a poche ore, mentre durante il resto della giornata vengono diffusi i programmi dei canali M6 (1988-1989) e MCM (1989-1993). Il bacino di telespettatori cresce e la rete diventa disponibile ai telespettatori francesi grazie alla diffusione satellitare e via cavo. A partire dal 1993 il canale viene rilanciato e torna ad una programmazione giornaliera.
Successivamente, dal 2001, il canale assume un nuovo formato che ne riduce la connotazione di rete monegasca.
Nel 2005 diviene disponibile attraverso il digitale terrestre su tutto il territorio francese e ad oggi risulta il sesto canale francese con il maggiore ascolto in Francia ed il primo tra quelli che non hanno una copertura nazionale in analogico terrestre. Da gennaio 2009 il canale trasmette esclusivamente in formato 16:9. Il 9 giugno 2016 TF1 ha acquistato la quota del Principato di Monaco, divenendo l'unico proprietario.

## Programmazione
TMC ha una programmazione generalista.
Il palinsesto si è concentrato su telefilm e serie televisivi, mentre rispetto al passato è diminuito il numero di programmi autoprodotti. Tra essi si annoverano comunque notiziari, programmi di cucina e salotti d'intrattenimento, tra i quali:
- SUD: Una trasmissione culturale che si concentra sul Principato di Monaco e sul sud della Francia.
- Monacoscope: Una trasmissione che presenta le ultime notizie di politica, sport e sulla famiglia reale monegasca.
- Notre région: Un contenitore informativo che si concentra su notizie politiche, culturali ed economiche della regione francese di Provenza-Alpi-Costa Azzurra.

## Ricezione in Italia
Fino agli anni '70 il canale era visibile "per sforamento" nella Liguria occidentale nel formato SÉCAM.
Tra il 2002 ed il 2005 è stato veicolato dal trasmettitore del Monte Agel rivolto verso l'Italia (UHF 35) che in precedenza diffondeva la Tele Monte Carlo di lingua italiana. Questo ha fatto sì che fosse disponibile, stavolta tra l'altro in formato PAL, in alcune aree della Liguria occidentale.
L'unico modo di ricevere TMC in Italia è rappresentato dal satellite Eutelsat 5 West A (5 gradi ovest) dove è disponibile in chiaro.

## Loghi
| 21 marzo 2003 - 16 febbraio 2009 | 16 febbraio 2009 - 12 settembre 2016 | dal 12 settembre 2016 |
| -------------------------------- | ------------------------------------ | --------------------- |